# S/2004 S 7
S/2004 S 7 este un satelit natural al lui Saturn. Descoperirea sa a fost anunțată de Scott S. Sheppard⁠(d), David C. Jewitt⁠(d), Jan Kleyna⁠(d) și Brian G. Marsden pe 4 mai 2005 din observațiile efectuate între 12 decembrie 2004 și 8 martie 2005.
S/2004 S 7 are aproximativ 6 kilometri în diametru și orbitează în jurul lui Saturn la o distanță medie de  21.559.000 km în 1.182 zile, la o înclinație de 165° față de ecliptică, într-o direcție retrogradă și cu o excentricitate de 0,574. 
Acest satelit a fost considerat pierdut până la anunțarea redescoperirii sale pe 12 octombrie 2022.   